# Ampelocissus racemifera
Ampelocissus racemifera är en vinväxtart som först beskrevs av B. R. Jack., och fick sitt nu gällande namn av Jules Émile Planchon. Ampelocissus racemifera ingår i släktet Ampelocissus och familjen vinväxter. Inga underarter finns listade i Catalogue of Life.